# Chatterie
Une chatterie est un lieu où sont élevés les chats de race.
Cela peut être autant la maison entière de l'éleveur que des locaux à part, entièrement destinés à l'élevage, selon qu'il s'agisse d'un élevage familial ou professionnel.

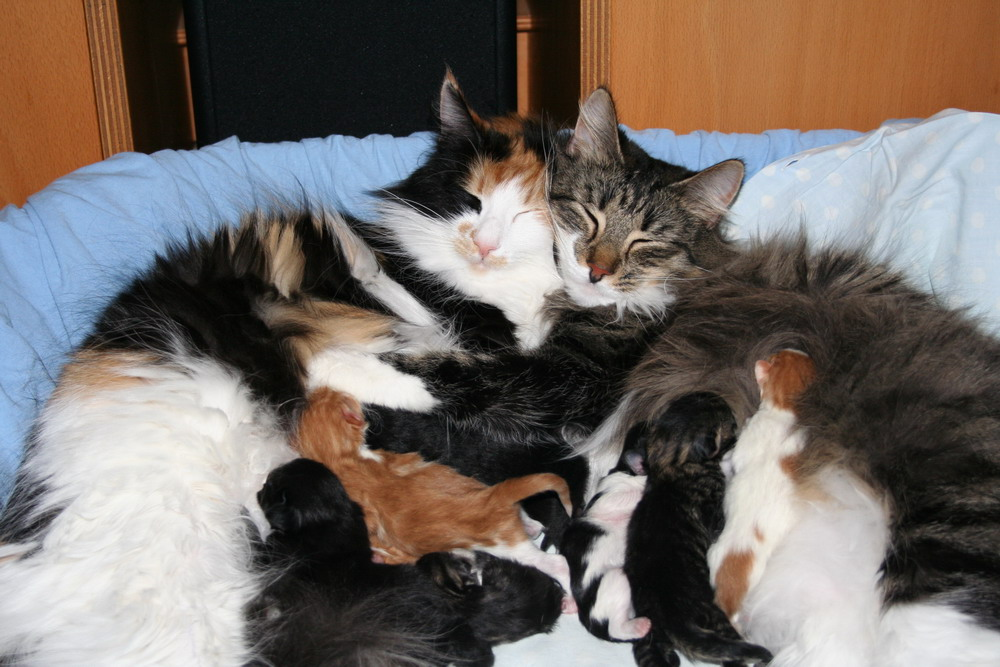
Deux mères Norvégiennes et leur portée dans une chatterie

## Législation
La chatterie doit être enregistrée auprès d'une association féline qui lui attribue une affixe. Tous les chatons nés dans cet élevage porteront le nom de la chatterie en plus d'un prénom qui peut être librement choisi avec la première lettre en relation avec l'année (D pour 2008, E pour 2009, F pour 2010, etc.).
En France, les locaux doivent notamment être aérés, chauffés et éclairés, les murs, sols et plafonds doivent être dans des matériaux résistants, imperméables et facilement lavables. Les autres aménagements éventuels tels que cages et niches doivent être dans des matériaux durs, résistants aux chocs et ne présentant pas de dangers pour l'animal et dans lesquels il peut se tenir debout.